# Ben Tozer
Ben Peter Anthony Tozer (* 1. März 1990 in Plymouth) ist ein englischer Fußballspieler.

## Karriere

### Swindon Town
Geboren in Plymouth begann Tozer seine Karriere als Jugendspieler bei seinem Lokalverein Plymouth Argyle. Der frühere Argyle Jugendtrainer David Byrne, der zu dieser Zeit eine ähnliche Rolle bei Swindon Town innehatte, überredete die Tozer-Familie Ben für Swindon spielen zu lassen.
Am 14. August 2007 gab Tozer ein Überraschungsdebüt für Swindon als provisorischer Linksverteidiger im League-Cup-Spiel gegen Charlton Athletic. Im November 2007 startete Tozer ein viertägiges Probetraining beim FC Everton, kehrte aber rechtzeitig für Swindons FA-Cup-Spiel gegen die Forest Green Rovers zurück.

### Newcastle United
Tozer wechselte am 7. Januar 2008 zu Newcastle United, wo er einen Vier-Jahres-Vertrag unterschrieb. Am 11. Mai gegen den FC Everton saß Tozer auf der Bank, kam allerdings nicht zum Einsatz. Am 22. September 2009 gab Tozer als Innenverteidiger sein Debüt für Newcastle gegen Peterborough United im League Cup.

### Northampton Town
Am 21. September 2010 unterschrieb Tozer einen Leihvertrag für einen Monat mit Northampton Town. Tozer gab sein Debüt am nächsten Tag beim überraschenden Sieg der Cobblers gegen den FC Liverpool in der 3. Runde des League Cups. Am darauffolgenden Samstag traf er bei seinem Ligadebüt gegen Bradford City (2:0). Im Spiel gegen Hereford United am 16. Oktober sah Tozer die rote Karte für eine Tätlichkeit und wurde für drei Spiele gesperrt. Tozer unterschrieb einen permanenten Vertrag mit Northampton am 23. Juni 2011, nachdem sein Vertrag bei Newcastle nicht verlängert wurde. Im Sixfields Stadium, der Heimstätte von Northampton Town gilt Tozer als der unumstrittene Publikumsliebling.
Vom 28. November bis zum 22. Dezember 2013 wurde Tozer an Colchester United verliehen, um dort über die Weihnachtszeit als Verteidiger auszuhelfen. Sein einziges Ligaspiel für Colchester absolvierte er am 13. Dezember bei der 0:4-Niederlage gegen Notts County, beim Stand von 0:2 wurde er in der 68. Minute ausgewechselt.